# Шимич, Франьо
Франьо Шимич (хорв. Franjo Šimić; 25 мая 1900, Госпич — 9 августа 1944, Мостар) — хорватский военачальник времён Второй мировой войны.

## Биография
Франьо Шимич — уроженец пригорода Госпича в хорватском регионе Лика. Окончил Военную академию в Белграде.
До Второй мировой войны служил в королевской армии Югославии, в 1930 — 1932 он был личным адъютантом Марии Эдинбургской, королевы Румынии. Дослужился в югославской армии до звания полковника. После капитуляции Югославии принёс присягу Независимому государству Хорватии и вступил в вооружённые силы Хорватии.
В армии усташей Шимич возглавил 9-й пехотный полк после того, как разгромил партизан в Боснии и Герцеговине, в 1942 году он временно командовал 2-м горным корпусом в боснийском регионе Рама.
В июне 1942 года, по секретному распоряжению поглавника Анте Павелича, Шимич был назначен руководителем спецоперации по захвату Шуицы и Томиславграда. Операция была отложена на 2 месяца из-за тяжёлой ситуации в Купресе: этот город осаждали 4 бригады НОАЮ. Шимич был назначен комендантом Купреса. Франьо Шимич и Рафаэль Бобан организовали успешное отражение партизанских атак в ночь с 11 на 12 августа, а затем 14 августа. 19 августа усташи перешли в контрнаступление и деблокировали Купрес. За победы в битвах за Купрес и Бугойно Шимич был награждён военным орденом Железного трилистника III степени.

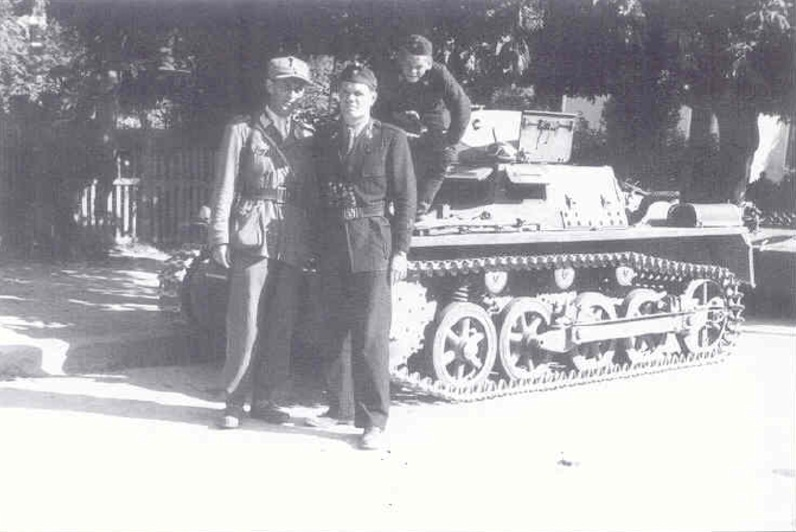
Полковник Шимич и майор Бобан после битвы за Купрес

В августе 1942 года была осуществлена Томиславградская операция. В ноябре 1942 года Шимич был назначен командиром 1-го домобранского добровольческого полка.
19 февраля 1944 года Шимичу присвоено звание генерала. В июне 1944 года Шимич участвовал в разгроме четников Доброслава Евджевича под Совичами и Груднами. Поводом для силовых действий стала жалоба итальянского генерала, который был возмущён тем, что четники начали грабить разоружённых итальянцев и воровать их припасы.
9 августа 1944 года Шимич погиб при невыясненных обстоятельствах. По одной версии, его уничтожили югославские четники, по другой — его ликвидировали сами же усташи как потенциального перебежчика, который якобы готов был сбежать к западным союзникам в случае высадки британцев и американцев в Далмации. Посмертно награждён военным орденом Железного трилистника II степени и званием рыцаря ордена.